# 54 Девы
54 Де́вы (лат. 54 Virginis), HD 114846 — кратная звезда в созвездии Девы на расстоянии приблизительно 718 световых лет (около 220 парсек) от Солнца. Возраст звезды определён как около 767 млн лет.
Пара первого и второго компонентов (LM Девы (лат. LM Virginis)) — двойная затменная переменная звезда типа W Большой Медведицы (EW). Звёздная величина диапазона Hp звезды — от +6,33m до +6,29m. Орбитальный период — около 0,49374 суток (11,85 часа).

## Характеристики
Первый компонент (HD 114846Aa) — бело-голубая звезда спектрального класса A0V, или A0, или B9III, или B9V. Масса — около 2,997 солнечной, радиус — около 3,921 солнечного, светимость — около 101,789 солнечной. Эффективная температура — около 10589 K.
Второй компонент (HD 114846Ab) — бело-голубая звезда спектрального класса A-B.
Третий компонент — коричневый карлик. Масса — около 14,77 юпитерианской. Удалён в среднем на 2,156 а.е..
Четвёртый компонент (HD 114846B) — белая звезда спектрального класса A1V, или A2VpSr, или A2Sr. Визуальная звёздная величина звезды — +7,248m. Радиус — около 3,35 солнечного, светимость — около 41,161 солнечной. Эффективная температура — около 7994 K. Удалён на 5,4 угловой секунды.